# Khalsa

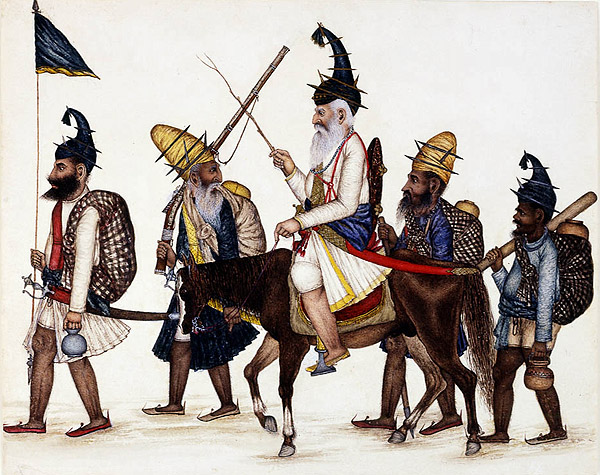
Guerreros sij Akali del.

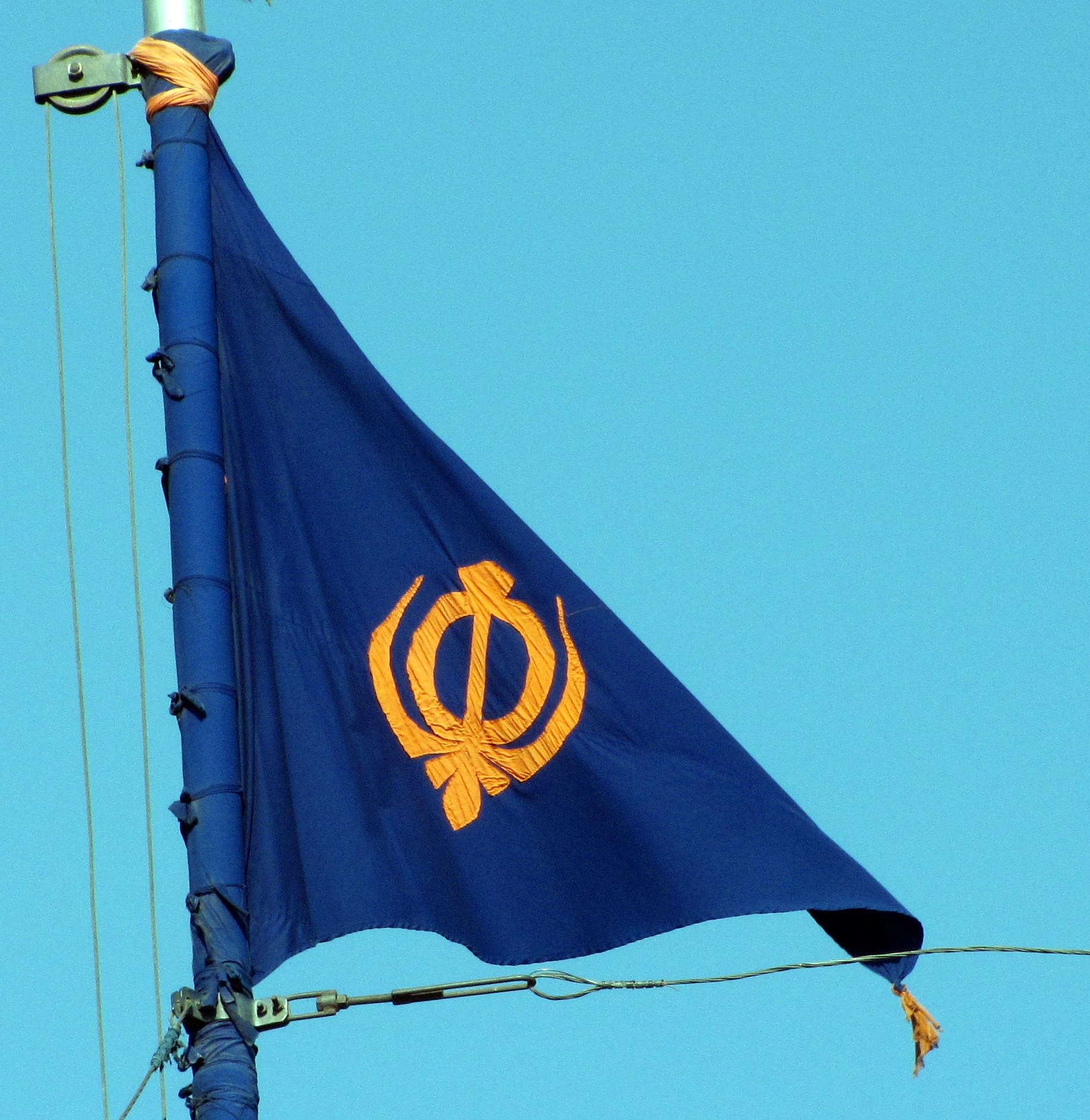
Nishan Sahib en azul, en Akali Phoola Singh di Burj en Amritsar

Khalsa (Punyabí: ਖ਼ਾਲਸਾ, pronunciación punyabí: [ˈxaːlsaː], "Ser puro, ser claro, estar libre de, ser liberado") se refiere tanto a una comunidad que considera el sijismo como su fe, como a un grupo especial de iniciados sijs . La tradición Khalsa fue iniciada en 1699 por el décimo gurú del sijismo, Gurú Gobind Singh. Su formación fue un acontecimiento clave en la historia del sijismo. Los sijs celebran la fundación de la Khalsa durante el festival de Vaisakhi.
Gurú Gobind Singh inició la tradición Khalsa después de que su padre, Gurú Tegh Bahadur, fuera decapitado durante el gobierno de la sharia islámica del emperador mogol Aurangzeb. Gurú Gobind Singh creó e inició la Khalsa como un guerrero con el deber de proteger a los inocentes de cualquier forma de persecución religiosa. La fundación del Khalsa inició una nueva fase en la tradición sij. Formuló una ceremonia de iniciación (amrit sanskar, ceremonia del néctar) y reglas de conducta para los guerreros de la Khalsa. Creó una nueva institución para el liderazgo temporal de los sijs, sustituyendo el anterior sistema de masand. Además, la Khalsa proporcionó una visión política y religiosa a la comunidad sij.:127
Tras la iniciación, un Khalsa sij recibía los títulos de Singh (masculino) que significa león y Kaur (femenino) que significa princesa. Las reglas de vida incluían un código de conducta (Rahit, como no fumar, no consumir alcohol, no cometer adulterio, no comer carne) y un código de vestimenta (las Cinco K).:121-126

## Etimología
"Khalsa", deriva de la palabra árabe "Khalis" "خَالِصٌ" que significa "ser puro, ser claro, estar libre de, ser sincero, ser verdadero, ser recto, ser sólido".
El sijismo surgió en el noroeste del subcontinente indio (hoy partes de Pakistán e India). Durante el dominio del Imperio Mogol, según la profesora Eleanor Nesbitt, Khalsa significaba originalmente la tierra que poseía directamente el emperador, que era diferente de la tierra jagir que concedía a los señores a cambio de una promesa de lealtad y tributo anual. Antes de "Guru Gobind Singh Ji", la organización religiosa se organizaba a través de los masands o agentes. Los masands recaudaban los ingresos de las regiones rurales para la causa sij, al igual que los jagirs lo hacían para el emperador islámico. La Khalsa, en el sijismo, llegó a significar la lealtad pura al Gurú, y no a los masands intermediarios que cada vez se corrompían más, afirma Nesbitt.

## Contexto
Los sijs sufrieron persecución religiosa durante el dominio del Imperio Mogol. Gurú Arjan Dev, el quinto gurú, fue detenido y ejecutado por el emperador mogol Jahangir en 1606. El siguiente gurú, Gurú Hargobind, militarizó formalmente a los sijs y subrayó la naturaleza complementaria del poder temporal y el poder espiritual. En 1675, Gurú Tegh Bahadur, el noveno gurú de los sijs y padre de Gurú Gobind Singh, fue ejecutado por el emperador mogol Aurangzeb por resistirse a la persecución religiosa de los no musulmanes y por negarse a convertirse al islam. Los hijos de Gurú Gobind Singh fueron asesinados por negarse a convertirse al Islam.

## Fundación

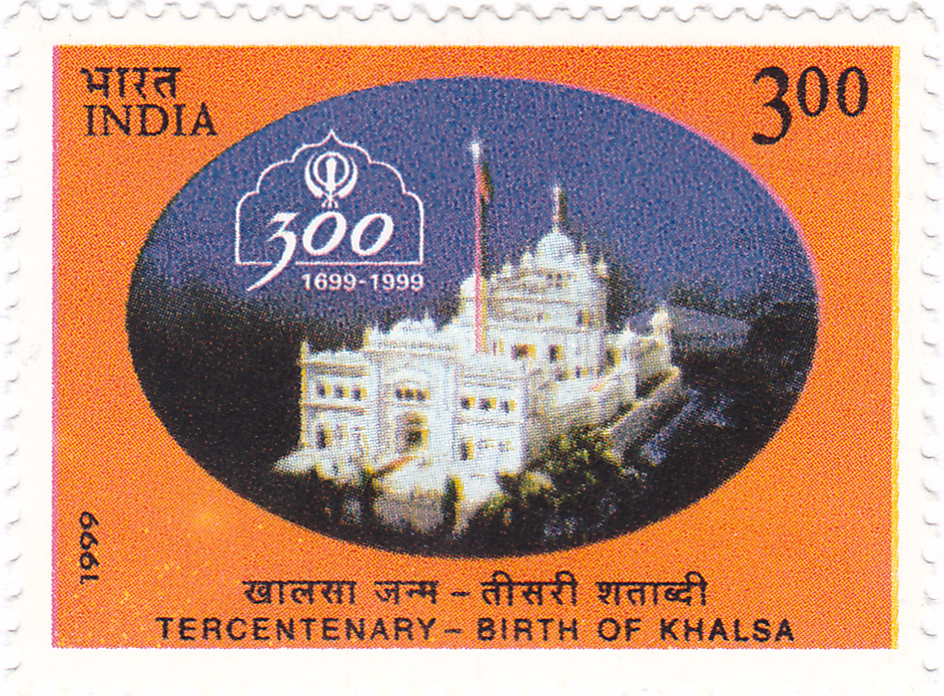
Un sello de 1999 dedicado al 300 aniversario de Khalsa

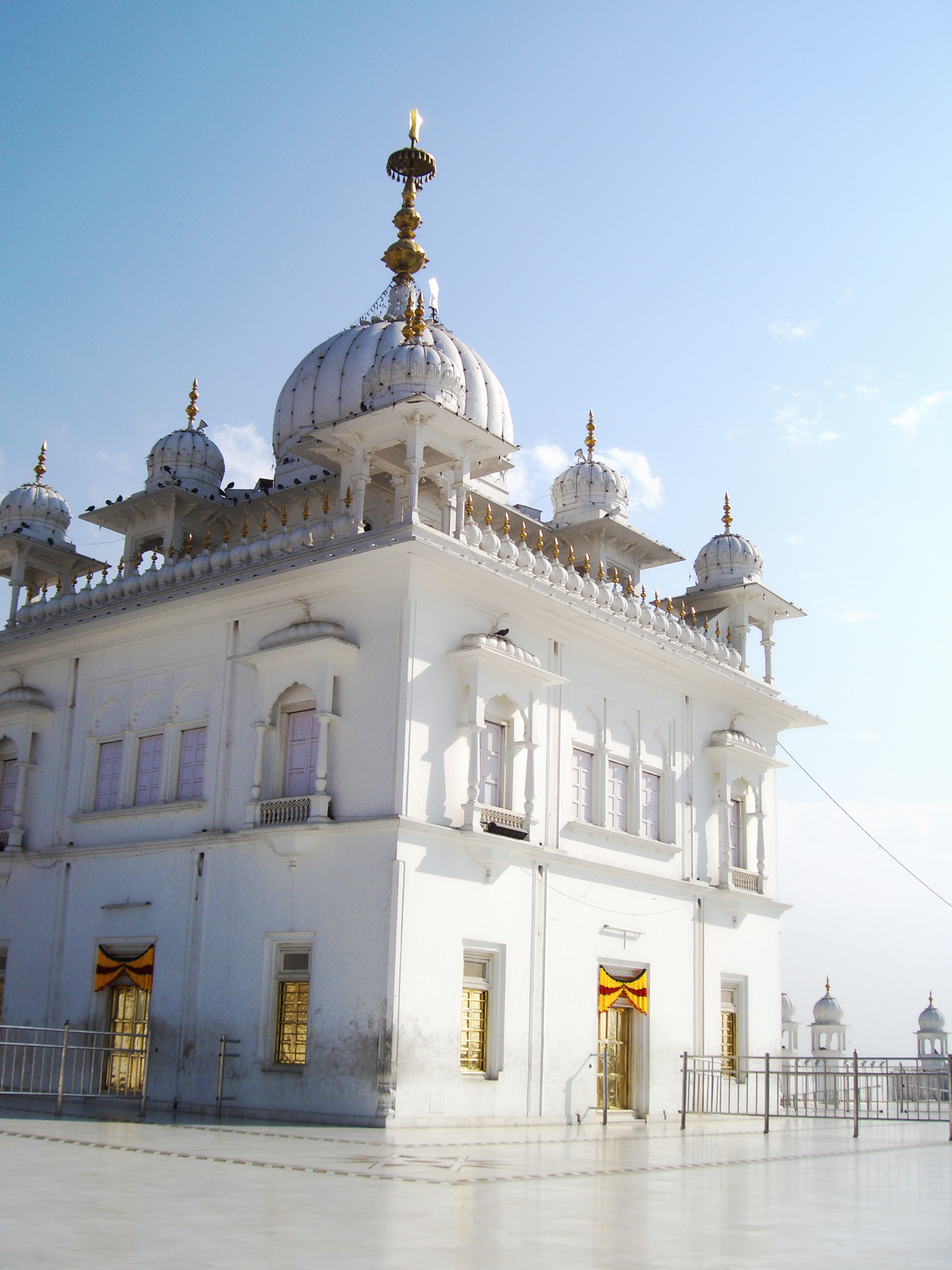
Keshgarh Sahib Gurudwara en Anandpur Sahib, Punjab, el lugar de nacimiento de Khalsa

En 1699 el décimo Gurú del sijismo, Gurú Gobind Singh, pidió a los sijs que se reunieran en Shri Anandpur Sahib el 13 de abril de 1699, el día del Vaisakhi (el festival anual de la cosecha). Gurú Gobind Singh se dirigió a la congregación desde la entrada de una tienda montada en una colina (ahora llamada Shri Kesgarh Sahib). Desenvainó su espada, según la tradición sij, y luego pidió un voluntario entre los reunidos, alguien dispuesto a sacrificar su cabeza. Se presentó uno, al que llevó al interior de una tienda. El Gurú regresó a la multitud sin el voluntario, pero con la espada ensangrentada. Pidió otro voluntario y repitió el mismo proceso de volver de la tienda sin nadie y con la espada ensangrentada cuatro veces más. Cuando el quinto voluntario entró con él en la tienda, el Gurú regresó con los cinco voluntarios, todos a salvo. El Gurú había sacrificado 5 cabras de las que procedía la sangre. Los llamó el Panj Pyare y el primer Khalsa en la tradición sij. Estos cinco voluntarios eran: Daya Ram (Bhai Daya Singh), Dharam Das (Bhai Dharam Singh), Himmat Rai (Bhai Himmat Singh), Mohkam Chand (Bhai Mohkam Singh) y Sahib Chand (Bhai Sahib Singh).

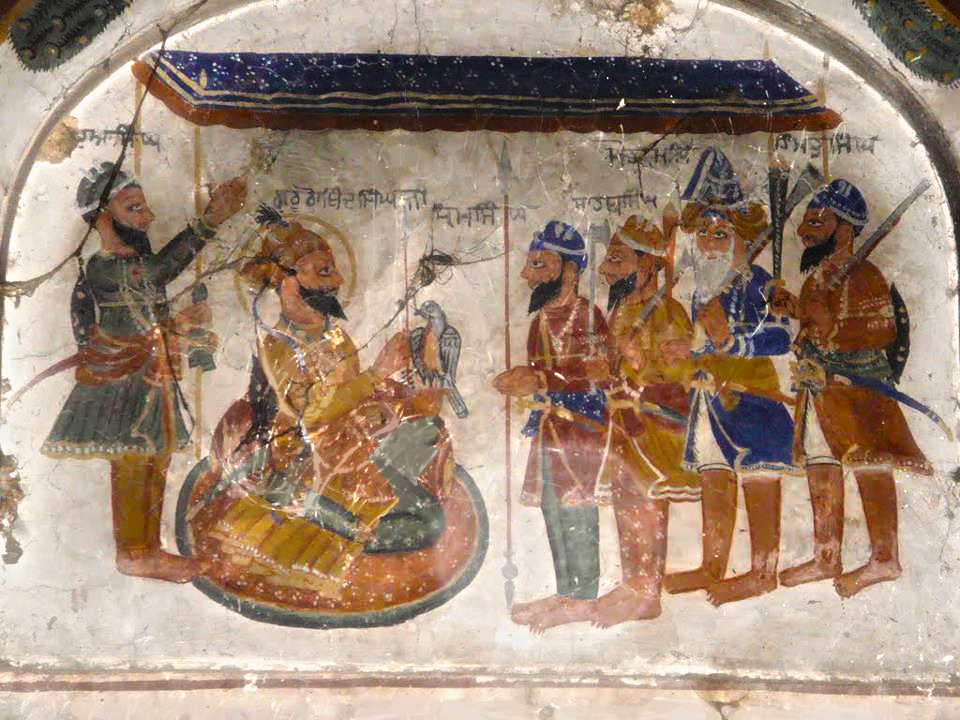
Un fresco de Gurú Gobind Singh y el Panj Piare.

Gurú Gobind Singh mezcló entonces agua y azúcar en un cuenco de hierro, removiéndolo con una espada de doble filo para preparar lo que llamó Amrit ("néctar"). Luego se lo administró al Panj Pyare, acompañado de recitaciones del Adi Granth, fundando así el khanda ka paul (ceremonia de bautismo) de un Khalsa, una comunidad guerrera. Una vez bautizados los cinco primeros Khalsa, el Gurú pidió a los cinco que lo bautizaran a él como Khalsa. Esto convirtió al Gurú en el sexto Khalsa, y su nombre cambió de Gurú Gobind Rai a Gurú Gobind Singh. Gurú Gobind Singh dispuso que los nombres Singh y Kaur fueran para los sijs con el fin de reducir la discriminación de castas y crear un sistema paralelo de títulos aristocráticos similares a los utilizados por los jefes de las colinas vecinas de Rajput de Anandpur Sahib.
Introdujo ideas que cuestionaban indirectamente los impuestos discriminatorios dispuestos por las autoridades islámicas. Por ejemplo, los que se cobraban a los no musulmanes que también se cobraban a los sijs, como la jizya (impuesto electoral a los no musulmanes), el impuesto a los peregrinos y el impuesto Bhaddar, este último aplicable a todo aquel que siguiera el ritual hindú de afeitarse la cabeza tras la muerte de un ser querido y la cremación. Gurú Gobind Singh Ji declaró que los Khalsa no necesitaban seguir esta práctica, porque el Bhaddar no es dharam, sino un bharam (ilusión). No afeitarse la cabeza también significaba no tener que pagar los impuestos por parte de los sijs que vivían en Delhi y otras partes del Imperio Mogol. Sin embargo, el nuevo código de conducta también provocó desacuerdos internos entre los sijs en el siglo XVIII, especialmente entre los Nanakpanthi y los Khalsa.
Gurú Gobind Singh Ji sentía un profundo respeto por la Khalsa, y afirmaba que no hay diferencia entre el verdadero Gurú y el Sangat (panth). Antes de la fundación de la Khalsa, el movimiento sij había utilizado la palabra sánscrita Sisya (literalmente, discípulo o estudiante), pero el término preferido a partir de entonces fue Khalsa. Además, antes de la Khalsa, las congregaciones sijs de la India tenían un sistema de Masands designados por los gurús sijs. Los Masands dirigían las comunidades sij locales, los templos locales, recolectaban riquezas y donaciones para la causa sij. Gurú Gobind Singh Ji llegó a la conclusión de que el sistema de Masands se había vuelto corrupto, los abolió e introdujo un sistema más centralizado con la ayuda de la Khalsa que estaba bajo su supervisión directa. Estos desarrollos crearon dos grupos de sijs, aquellos que se iniciaron como Khalsa, y otros que siguieron siendo sijs pero no realizaron la iniciación. Los sijs khalsa se veían a sí mismos como una entidad religiosa separada, mientras que los sijs Nanak-panthi conservaban su perspectiva diferente.

La tradición de la comunidad guerrera Khalsa iniciada por Gurú Gobind Singh Ji ha contribuido al debate académico moderno sobre el pluralismo dentro del sijismo. Su tradición ha sobrevivido hasta la actualidad, y los sijs iniciados se denominan sijs khalsa, mientras que los que no se bautizan se denominan sijs sahajdhari.

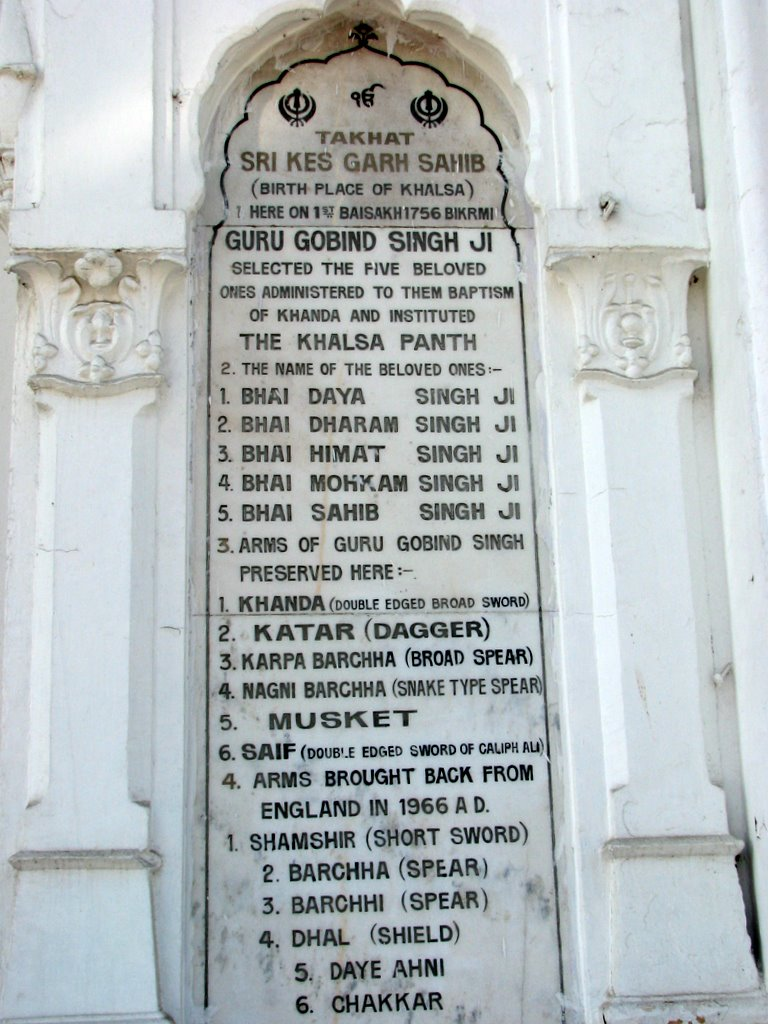
Una inscripción que nombra a los cinco miembros del Khalsa Panth, en Takht Keshgarh Sahib, el lugar de nacimiento de la Khalsa en Baisakh 1, 1756 Vikram Samvat.
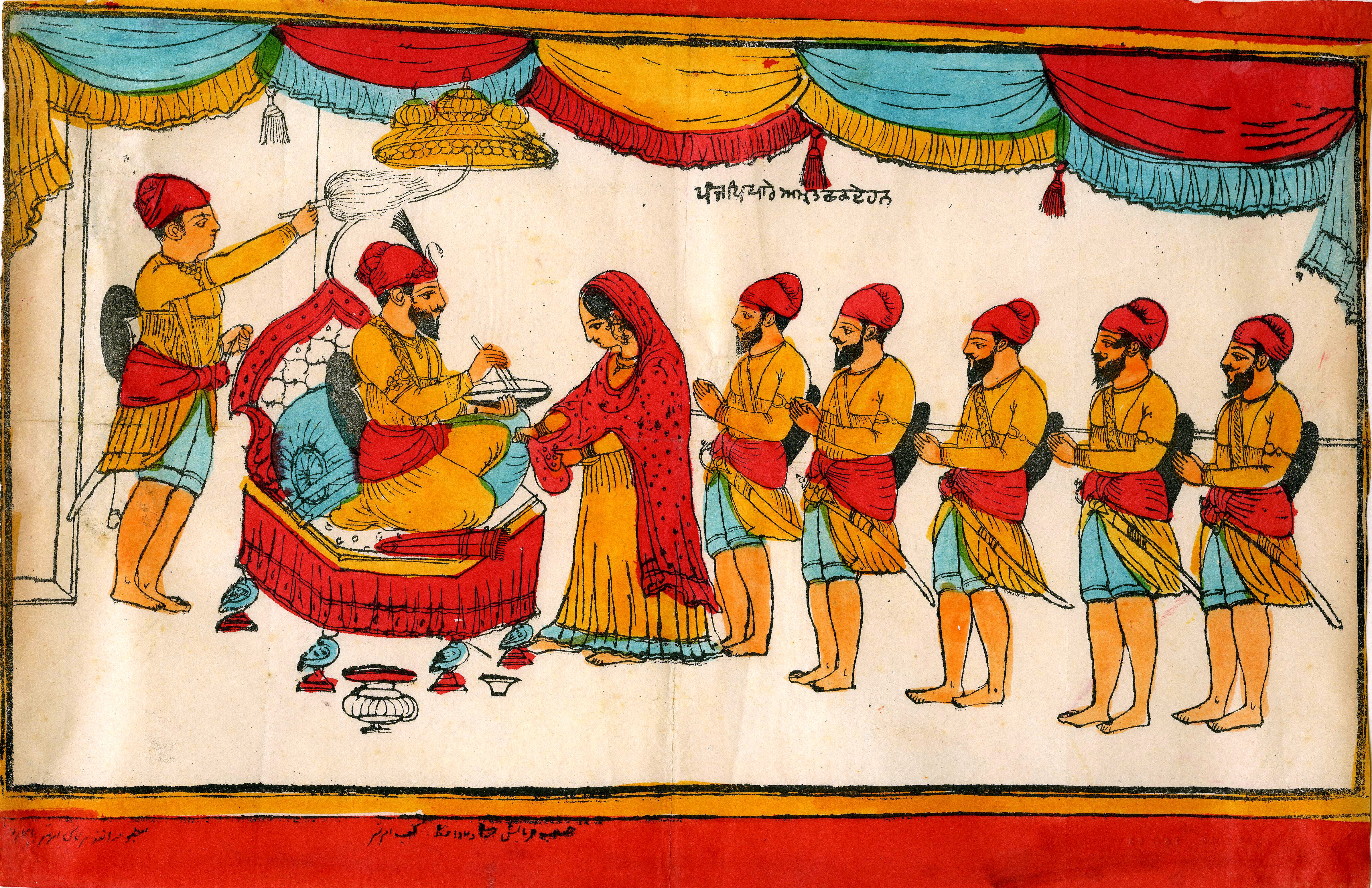
La creación de la Khalsa; iniciada por Gurú Gobind Singh, el décimo gurú sij.

## Vestimenta y código de conducta

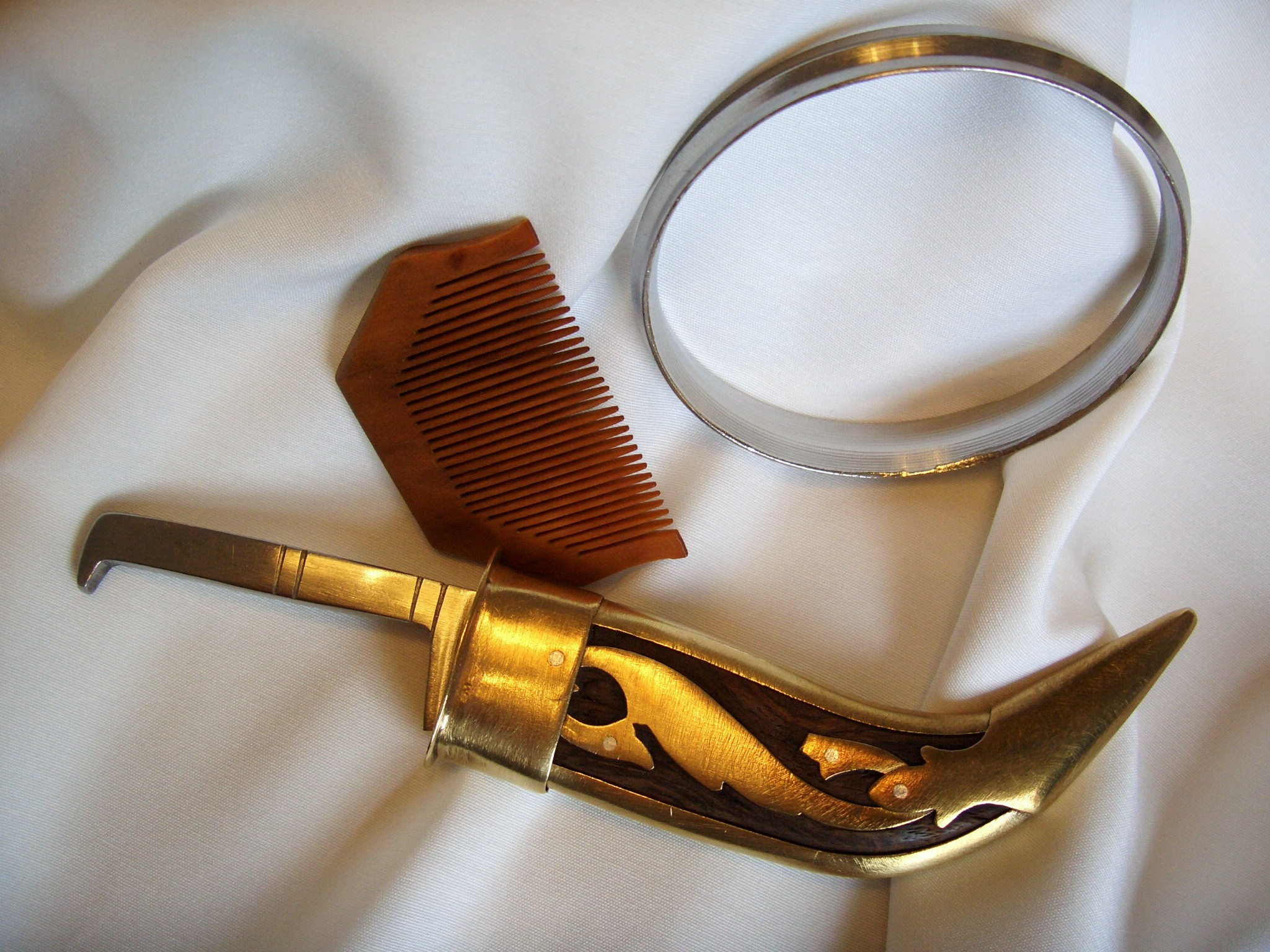
Kanga, Kara y Kirpan - tres de las cinco Ks

Gurú Gobind Singh Ji inició la tradición de las Cinco K de la Khalsa,
- Kesh: pelo sin cortar.
- Kangha: peine de madera.
- Kara: brazalete de hierro o acero que se lleva en la muñeca.
- Kirpán: espada.
- Kachera: calzón corto.

También promulgó un código de disciplina para los guerreros de la Khalsa. Se prohibió el tabaco, el consumo de carne sacrificada según el ritual musulmán y las relaciones sexuales con cualquier persona que no fuera su cónyuge. Los khalsas también acordaron no relacionarse nunca con los que seguían a los rivales o a sus sucesores. La co-iniciación de hombres y mujeres de diferentes castas en las filas de la Khalsa también institucionalizó el principio de igualdad en el sijismo, independientemente de la casta o el género de cada uno. Según Owen y Sambhi, el significado de Gurú Gobind Singh Ji para la tradición sij ha sido muy importante, ya que institucionalizó la Khalsa, resistió la continua persecución del Imperio mogol y continuó "la defensa del sijismo y el hinduismo contra el asalto musulmán de Aurangzeb".

### Prohibiciones
Las cuatro prohibiciones o restricciones obligatorias de la Khalsa o vida de la Khalsa en la época de Gurú Gobind Singh Ji son:
1. No perturbar el crecimiento natural de los pelos.
2. No comer la carne kutha de ningún animal.
3. No cohabitar con una persona que no sea su cónyuge.
4. No consumir tabaco, alcohol o cualquier tipo de droga.

Un Khalsa que rompe cualquier código de conducta deja de ser un Khalsa y es excomulgado del Khalsa Panth y debe ir a 'pesh' (bautizarse de nuevo). Gurú Gobind Singh Ji también dio a los Khalsa 52 hukams o 52 directrices específicas adicionales mientras vivía en Nanded en 1708.

### Deberes y guerreros
A un Khalsa se le ordena, ser honesto, tratar a todos como iguales, meditar en Dios, mantener su fidelidad, resistir la tiranía y la persecución religiosa de uno mismo y de los demás.
Uno de los deberes del Khalsa es saber manejar armas. Esto se consideró necesario debido a la creciente persecución de los gobernantes. Antes de unirse a la Khalsa, la mayoría de la gente se dedicaba a profesiones como la agricultura, la alfarería, la albañilería, la carpintería, los labaneros, etc.
En octubre de 1708, Gurú Gobind Singh Ji encargó a su discípulo Banda Singh Bahadur Ji que dirigiera a la Khalsa en un levantamiento contra los mogoles. Banda Singh Bahadur Ji estableció primero un reino sij y luego introdujo las reformas agrarias en forma de desmantelamiento de los grandes latifundios y distribución de las tierras a los campesinos. Él y sus compañeros fueron finalmente derrotados y ejecutados, pero se convirtió en un icono entre los sijs. Tras un largo exilio, la Khalsa se reagrupó bajo el mando de Nawab Kapur Singh, que reunió a los líderes locales de la Khalsa y creó el Dal Khalsa, un ejército de coalición. El Dal Khalsa luchó contra los mogoles y los afganos, lo que finalmente dio lugar a la creación de una serie de pequeñas repúblicas llamadas misls (confederaciones autónomas) y más tarde a la formación del Imperio sij.
Tras la caída del imperio mogol y el posterior establecimiento del imperio sij en el Punjab, el Khalsa se convirtió en una fuerza de combate fuerte, multirreligiosa y multinacional, modernizada según los principios europeos: el Ejército Sij Khalsa que tuvo un enorme papel en la expansión del imperio. Dirigido por generales como El propio Maharajá Ranjit Singh Ji, Misr Diwan Chand y Hari Singh Nalwa. Derrotó con éxito a todos sus adversarios, incluidos las tribus y el ejército afganos, los jefes de las colinas, los misldars, los chinos, los tibetanos y los gurkhas. A la muerte del Maharajá Ranjit Singh Ji, en 1839, el ejército del Imperio sij estaba formado por 120.000 hombres, con 250 piezas de artillería. Se incluían las levas irregulares.
El nombre oficial del estado (imperio sij) de los sijs era "Sarkar-i-Khalsa": Gobierno del Khalsa. Las fronteras de este estado se extendían desde el Tíbet hasta Afganistán y desde Cachemira hasta el Sutlej en el sur e incluían regiones de Punyab, Jaiber Pastunjuá, Cachemira, Ladakh, etc. El "Sarkar-i-Khalsa" se disolvió durante dos guerras libradas contra los británicos entre 1846 y 1849.

## Iniciación
La iniciación en la Khalsa se denomina Amrit Sanchar (rito del ciclo vital del agua de la inmortalidad) o Khande di Pahul (iniciación con la espada de doble filo). Cualquier persona de cualquier religión, edad o grupo de conocimiento anterior puede tomar el Amrit (Amrit Chhakh) cuando esté convencida de que está preparada. Este bautismo lo realiza el Panj Pyare frente al Gurú Granth Sahib. El devoto debe llegar al lugar del bautismo, normalmente un Gurdwara, por la mañana después de haberse bañado completamente incluyendo haber lavado su pelo y debe llevar los 5 artículos del uniforme de la Khalsa. Tras el bautismo, el nuevo Singh o Kaur debe respetar las cuatro restricciones o rebautizarse si incumple alguna de ellas. Jasjpit Singh, en el libro de Lucinda Mosher, describe la toma de Amrit como un gran compromiso: "Te comprometes con Dios, con la creación de Dios, contigo mismo, y renuncias a ti mismo. Es como renunciar a tu propio ego y aceptar a Dios en tu vida - y aceptarte como uno con toda la creación".

## Tensiones iniciales con los discípulos no khalsianos

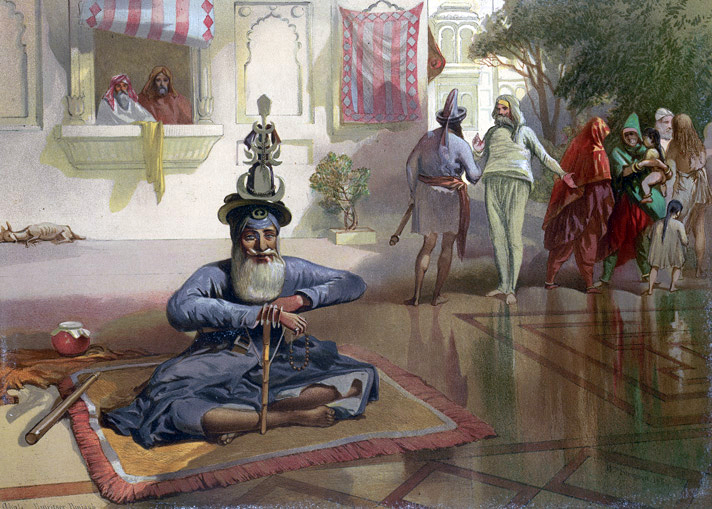
Akalis en el Tanque Sagrado

Con la creación de la Khalsa, Gurú Gobind Singh Ji había abolido todas las divisiones sociales existentes, como era fundamental en las enseñanzas de Sri Gurú Nanak Dev Ji. En su nuevo orden, el antiguo más bajo de los bajos estaría con el antiguo más alto; todos se convertirían en uno y beberían del mismo recipiente. Todas las creencias anteriores relacionadas con la familia, la ocupación, las costumbres y las ceremonias fueron declaradas inútiles por el Gurú. Esto provocó el malestar de los seguidores conservadores del Gurú y protestaron. Muchos se apartaron de la ceremonia, pero el Gurú declaró que las castas bajas debían elevarse y habitarían junto a él.
El redactor de noticias del gobierno mogol, Ghulam Mohyiuddin, informando al emperador escribió: 

Ha abolido las castas y las costumbres, los viejos rituales, las creencias y las supersticiones de los hindúes, los sufíes y los chiitas, uniéndolos en una sola hermandad. Nadie será superior o inferior a otro. Los hombres de todas las castas han comido del mismo plato. Aunque los hombres ortodoxos se han opuesto a él, unos veinte mil hombres y mujeres han recibido el bautismo de acero de su mano el primer día. El Gurú también ha dicho a los reunidos: "Me llamaré Shri Guru Gobind Singh Ji sólo si puedo hacer que los mansos gorriones se abalancen sobre los halcones y los desgarren; sólo si un combatiente de mi fuerza se enfrenta a una legión del enemigo"

Sri Gur Sobha (siglo XVIII) de Senapati contiene dos secciones (adhyays) sobre las controversias que surgieron, cuando los discípulos de Sri Gurú Gobind Singh Ji en Delhi escucharon las noticias de su nueva orden. Gran parte de la controversia expuesta en Sri Gur Sobha gira en torno al bhaddar, el afeitado ritual de la cabeza tras la muerte de un familiar cercano, que fue desaconsejado por Sri Gurú Gobind Singh Ji. Según Sainapti, al crear la Khalsa, Sri Gurú Gobind Singh Ji dijo que el bhaddar es bharam (ilusión), y no dharam.
Se produjeron tensiones entre los discípulos Punjabi Khatri del Gurú en Delhi y los miembros de la recién formada Khalsa. Un destacado discípulo khatri fue expulsado del lugar de culto (dharmasala) por negarse a unirse a la Khalsa. Otro discípulo fue expulsado por comer con él, lo que inició una cadena de expulsiones posteriores. Los discípulos expulsados convocaron una reunión de la comunidad, en la que dos khatris adinerados exigieron a la Khalsa que presentara una orden escrita del Gurú en la que se indicara que se había promulgado un nuevo código de conducta obligatorio. Una familia khatri que se negó a seguir el ritual del bhaddar fue boicoteada por la comunidad khatri. El consejo khatri (panch) cerró el bazar para presionar a los khalsa. Los khalsa solicitaron la intervención de los funcionarios estatales, que obligaron a reabrir las tiendas. Más tarde, se estableció la paz entre los dos grupos en una sangat (congregación). Sin embargo, la hostilidad entre algunos khatris y los khalsa persistió en los últimos años.
A diferencia de los sij Khalsa, un sij Sahajdhari es aquel que venera las enseñanzas de los Gurús sij, pero que no se ha sometido a la iniciación. Los sij Sahajdhari no aceptan algunos o todos los elementos de los códigos de vestimenta y comportamiento de los Khalsa.

## Situación actual

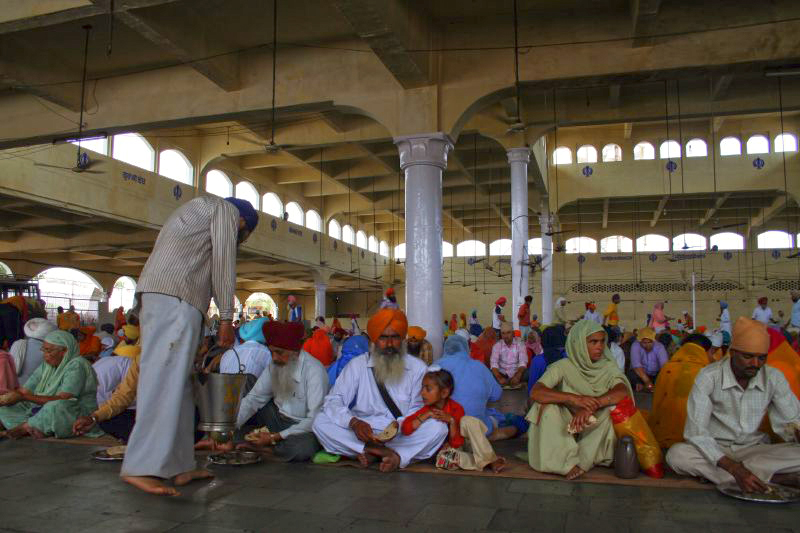
Principios de Khalsa de Deg para cocinar alimentos (langar) en gran cantidad

Hoy en día la Khalsa es respetada por toda la gama de sijs; sin embargo, no todos los sijs son amritdharis. La cuestión del código de conducta de la Khalsa ha provocado varias controversias. A principios de la década de 1950 se produjo una grave división en la comunidad sij canadiense, cuando la Sociedad Khalsa Diwan de Vancouver (Columbia Británica) eligió a un sij bien afeitado para formar parte de su comité directivo. Aunque la mayoría de los primeros inmigrantes sijs en Canadá no eran khalsas, y la mayoría de los miembros de la sociedad eran sijs no khalsas bien afeitados, una facción se opuso a la elección de un no khalsa para el comité directivo. Las facciones de Vancouver y Victoria (Columbia Británica) se separaron de la Sociedad Khalsa Diwan y crearon su propia sociedad gurdwara, llamada Akali Singh.
La Khalsa ha sido una institución predominantemente masculina en la historia sij, y la autoridad de la Khalsa recae en los líderes masculinos. En la época contemporánea, se ha abierto a las mujeres, pero su autoridad sigue recayendo en los hombres sijs.
3HO es una Fundación occidental que surgió en 1971, fundada por Harbhajan Singh Khalsa, también conocido como Yogi Bhajan. En su comienzo esta fundación se enfoco en entregar las experiencias de Kundalini Yoga. Pero los estudiantes al ver que su maestro Yogi Bhajan era Sikh, también quisieron serlo. Convirtiéndose en poco tiempo en el grupo de Sikhs más grande de Norteamérica.

Cada año, los khalsas exhiben sus habilidades militares en todo el mundo en un festival llamado Hola Mohalla. Durante el Hola Mohalla, se realizan ejercicios militares junto con simulacros de batallas, seguidos de concursos de kirtan y poesía del valor. Los Khalsa también encabezan a los sijs en el desfile anual de Vaisakhi.

## Demografía

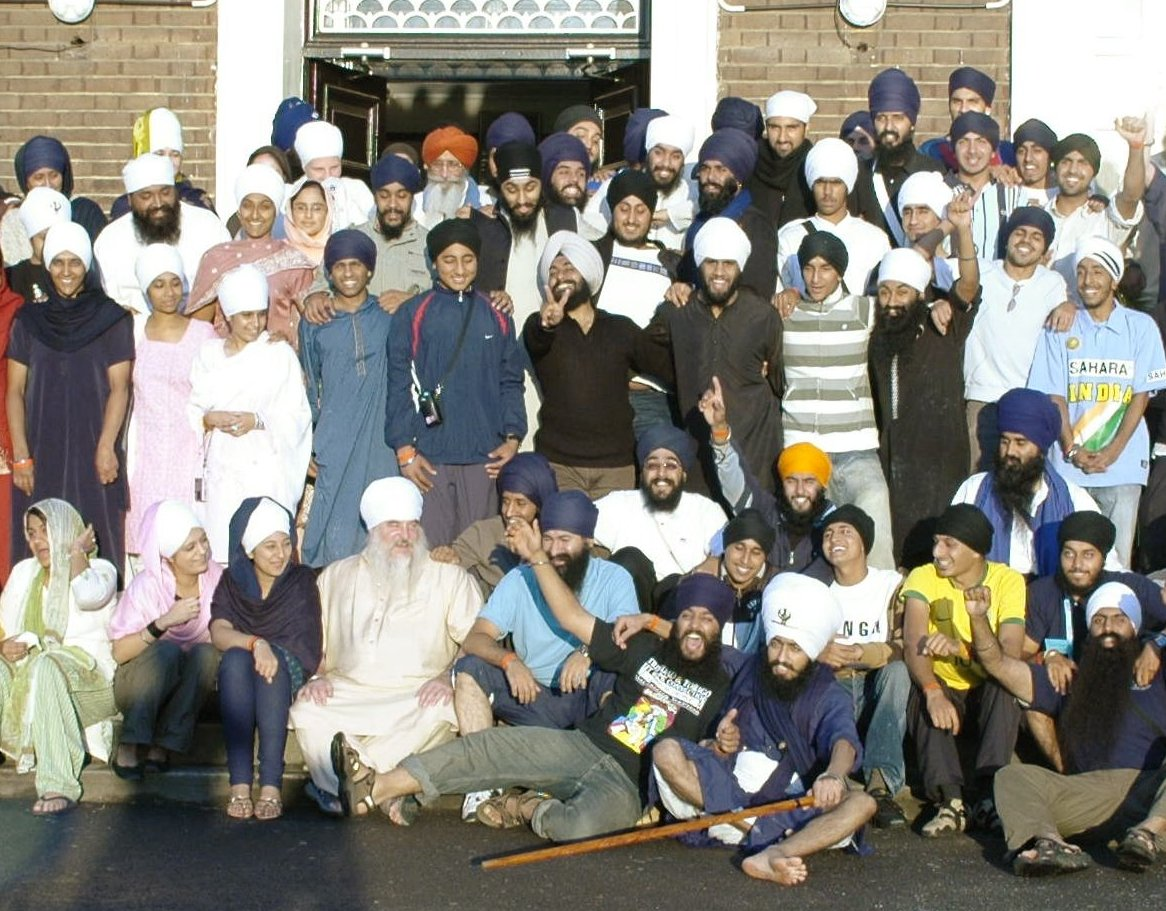
Un grupo de sijs Khalsa

En todo el mundo hay cerca de 25-30 millones de sijs khalsas que siguen estrictamente las 5 K y se atan el turbante con el pelo largo y el bigote y la barba.

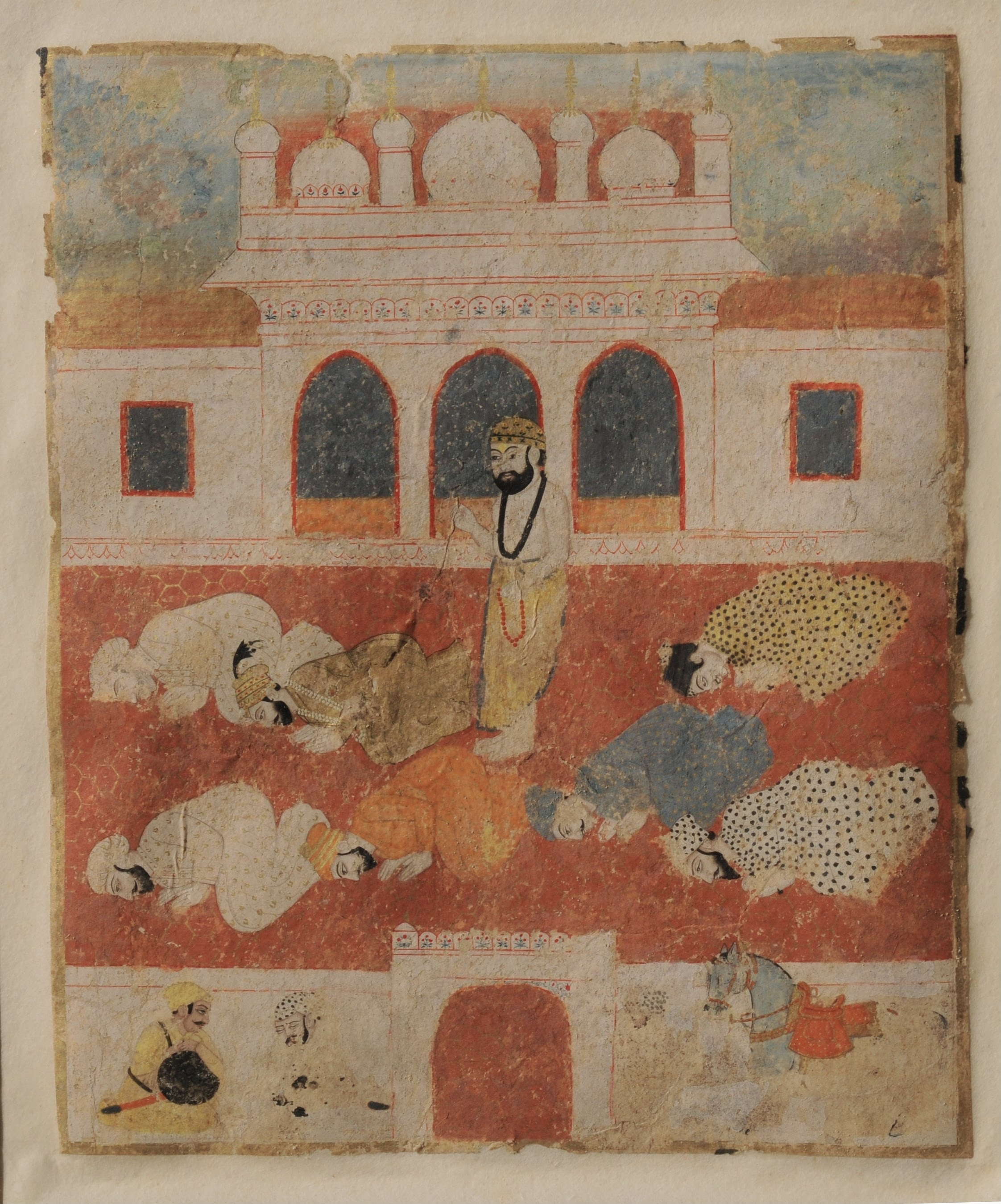
Gurú Nanak dev ji junto a sus devotos de diferentes orígenes